# Josephine Tomic
Josephine 'Josie' Mills Tomic (Perth, 9 juni 1989) is een voormalig weg- en baanwielrenster. Ze nam als lid van het Australische baanwielrenteam deel aan de Olympische Spelen in 2012 op het onderdeel ploegenachtervolging.

## Wielercarrière
Tomic begon met wielrennen op de weg toen ze veertien jaar oud was. De eerste keer dat ze Australië vertegenwoordigde was op 15-jarige leeftijd, toen ze deelnam aan de Oceanische kampioenschappen. Tussen 2004 en 2005 won 5 nationale titels in de categorie onder 17 jaar, en in 2007 voegde ze een nationale titel onder 19 toe aan haar palmares. 
Tomic nam in 2006 en 2007 deel aan de wereldkampioenschappen wielrennen voor junioren. In 2007 vestigde Tomic een wereldrecord op de 2000 meter individuele achtervolging in de leeftijdscategorie onder 19 jaar. Ze won dat jaar drie wereldtitels (twee op de baan en een op de weg) bij de junioren.
In 2008 won ze haar eerste nationale titel bij de senioren, toen ze eerste werd op de 3000 meter individuele achtervolging. In november van dat jaar reed Tomic ook voor het eerst een wedstrijd in de Wereldbeker in Melbourne, waar ze zilver won op zowel de individuele als de ploegenachtervolging. Tijdens haar debuut op de wereldkampioenschappen voor senioren op 28 maart 2009 won Tomic de gouden medaille in het omnium, wat de eerste keer was dat dit onderdeel voor vrouwen werd opgenomen in de wereldkampioenschappen. Ze won op datzelfde WK ook de bronzen medaille als lid van de Australische ploegenachtervolging. 
Tijdens de Wereldbeker 2010 in de Hisense Arena in Melbourne maakte ze deel uit van een Australisch team dat voor het eerst goud won tijdens het evenement op de 3000 meter ploegenachtervolging. Op de Commonwealth Games van 2010 nam ze deel aan de individuele achtervolging en aan de puntenkoers waar ze respectievelijk vijfde en tiende werd.
Tomic werd geselecteerd om Australië te vertegenwoordigen op de Olympische Zomerspelen van 2012 in het onderdeel ploegenachtervolging. Ze was lid van het Australische ploegenachtervolgingsteam dat op de Olympische Zomerspelen van 2012 op de vierde plaats eindigde.

## Palmares
2004
Australisch kampioenschappen baanwielrennen O17
 Individuele achtervolging
Australisch kampioenschappen wegwielrennen O17
 Duo tijdrit
 Tijdrit
 Wegrit
1e algemeen klassement New Zealand Oceania Tour
2005
Australisch kampioenschappen baanwielrennen O17
 Individuele achtervolging
 500 m tijdrit
 Team Sprint
Australisch kampioenschappen wegwielrennen O17
 Duo tijdrit
 Tijdrit
 Wegrit
2006
Australisch kampioenschappen baanwielrennen O19
 Puntenrace
 Scratch
 Individuele achtervolging
Australisch kampioenschappen wegwielrennen O19
 Tijdrit
2007
Australisch kampioenschappen baanwielrennen O19
 Individuele achtervolging
 Puntenrace
 Scratch
Wereldkampioenschappen baanwielrennen junioren
 Individuele achtervolging
 Puntenrace
Wereldkampioenschappen wegwielrennen junioren
 Tijdrit
2008
Australisch kampioenschappen baanwielrennen
 Individuele achtervolging
 Ploegenachtervolging
Wereldbeker baanwielrennen 2008-2009 (Melbourne)
 Individuele achtervolging
 Ploegenachtervolging
1e algemeen klassement Tour de Perth
2009
Australisch kampioenschap baanwielrennen
 Individuele achtervolging
 Omnium
 Ploegenachtervolging
Australisch kampioenschap wegwielrennen junioren
 Tijdrit
Wereldkampioenschappen baanwielrennen
 Omnium
 Ploegenachtervolging
Oceanische kampioenschappen baanwielrennen
 Individuele achtervolging
 Ploegenachtervolging
Wereldbeker baanwielrennen 2009-2010
 Individuele achtervolging
2e algemeen klassement Jayco Bay Criterium Series
2010
Australisch kampioenschap baanwielrennen
 Ploegenachtervolging
 Omnium
 Individuele achtervolging
Wereldkampioenschappen baanwielrennen
 Ploegenachtervolging
Oceanische kampioenschappen baanwielrennen
 Ploegenachtervolging